# サウンド版
サウンド版（サウンドばん）は、サイレント映画からトーキーへの移行期に製作された、音楽付のサイレント映画である。台詞の語られない発声映画（トーキー）とも定義されるが、サウンド版作品は、サイレント映画に分類される。

## 略歴・概要
サウンド版を「音楽付のサイレント映画」と定義するのは、台詞が音声で語られないからである。演技の位相はサイレント映画のものである。台詞は字幕で語られ、とくに日本では活動弁士が映画館で解説する余地も残されたものである。活動弁士の解説がサウンドトラックにあらかじめ入れられたサウンド版を「解説版」と呼び、これはサイレントの芝居であり台詞を俳優が語らないにもかかわらず、トーキーに分類される日本特有の作品群である。
「台詞のないトーキー」と定義するのは、ディスク式トーキーないしはフィルム式トーキーのシステムを有する映画館でのみ、興行が可能なフィルムであるからである。
トーキー出現以前にサイレント映画として製作されたものを、のちに音楽を付してサウンド版として再映することがあった。フレッド・ニブロ監督の『ベン・ハー』、D・W・グリフィス監督の『國民の創生』（1915年、サウンド版・1931年）、二川文太郎監督の『雄呂血』（1925年、サウンド版・戦後）、フリッツ・ラング監督の『メトロポリス』（1926年、サウンド版・1984年）などである。
過渡期にあって、最初からサウンド版として製作されたものもあった。トーキーの技術力や設備、演出力、演技力を欠いたスタッフ・キャストが時代の要請に追われて製作する場合もあれば、サイレント映画にこだわっている場合もあった。⇒#おもなフィルモグラフィ
日本の場合、サイレント映画からトーキーとサウンド版に切り替えるのは松竹キネマが早く、1931年（昭和6年）からサウンド版を製作し始める。同年、最初のトーキーとされる五所平之助監督の『マダムと女房』が発表されるからである。同社は、1936年（昭和11年）にはすべてトーキーに切り替えている。新興キネマが盛んにサウンド版を製作するのは1935年（昭和10年）がピークである。マキノトーキー製作所では、1936年（昭和11年）からサウンド版も製作し始める。サイレントにこだわり、サウンド版に妥協するのは市川右太衛門プロダクション、嵐寛寿郎プロダクションといった剣戟映画を売り物にする製作会社で、長くサウンド版を製作する。
甲陽映画は1936年（昭和11年）設立であるにもかかわらずほとんどがサイレントで、サウンド版も製作した。同年に設立された全勝キネマがサウンド版に着手するのは、1937年（昭和12年）のことである。いずれも剣戟映画に特化したプロダクションである。大都映画も同様で、1938年（昭和13年）段階でサウンド版を製作しているのは大都だけである。
チャーリー・チャップリンが1936年の時点で、『モダン・タイムス』のようなサウンド版映画を製作しているのは稀だとされたが、日本では小津安二郎や上記のような剣戟プロダクションが盛んにサイレント映画、サウンド版を製作していた。小津の最後のサイレント映画は1936年の『大学よいとこ』で、同年9月公開の次作『一人息子』が初めてのトーキーである。
近年制作されたサイレント映画には2011年の『アーティスト』や2012年の『ブランカニエベス』などがあるが、これらも厳密にはサウンド版に該当する作品である。

## おもなフィルモグラフィ
- 『狂った一頁』 : 監督衣笠貞之助、1926年 - サウンド版1975年
- 『サンライズ』 : 監督F・W・ムルナウ、1927年
- 『ベン・ハー』 : 監督フレッド・ニブロ、1928年 - サイレント版先行
- 『踊る娘達』 : 監督ハリー・ボーモント、1928年
- 『街の天使』 : 監督フランク・ボーゼイジ、1928年
- 『恋多き女』：監督クラレンス・ブラウン、1928年
- 『街の灯』 : 監督チャーリー・チャップリン、1931年
- 『大空軍』 : 監督小沢得二・細山喜代松、1931年
- 『蝕める春』 : 監督成瀬巳喜男、1932年
- 『熊の八ツ切り事件』 : 監督斎藤寅次郎、1932年
- 『天国に結ぶ恋』 : 監督五所平之助、1932年
- 『海の王者』 : 監督清水宏、1932年
- 『太陽は東より』 : 監督早川雪洲、1932年
- 『勝つて帰れよ』 : 監督木藤茂、1932年
- 『陽気なお嬢さん』 : 監督重宗務、1932年
- 『一九三二年の女』 : 監督村田実、1932年
- 『また逢ふ日まで』 : 監督小津安二郎、1932年

- 『涙の渡り鳥』 : 監督野村芳亭、1933年
- 『沈丁花』 : 監督野村芳亭、1933年
- 『国定忠治 流浪転変の巻』 : 監督稲垣浩、1933年
- 『忘られぬ花』 : 監督野村浩将、1933年
- 『眠れ母の胸に』 : 監督清水宏、1933年
- 『恋の花咲く 伊豆の踊子』 : 監督五所平之助、1933年
- 『天竜下れば』 : 監督野村芳亭、1933年
- 『大学の若旦那』 : 監督清水宏、1933年
- 『さすらいの乙女』 : 監督野村芳亭、1933年
- 『街の流れ鳥』 : 監督佐々木恒次郎、1933年
- 『初恋の春』 : 監督野村芳亭、1933年

- 『歓楽の夜は更けて』 : 監督池田義信、1934年
- 『祇園囃子』 : 監督清水宏、1934年
- 『皇輝日本』 : 監督六車修、1934年 - ドキュメンタリー映画
- 『情炎の都市』 : 監督島津保次郎、1934年
- 『大学の若旦那・武勇伝』 : 監督清水宏、1934年
- 『地上の星座 前篇 地上篇』 : 監督野村芳亭、1934年
- 『地上の星座 後篇 星座篇』 : 監督野村芳亭、1934年
- 『金色夜叉』 : 監督赤沢大助、1934年
- 『恋を知りそめ申し候』 : 監督清水宏、1934年
- 『伊井大老斬奸第一声 安政大獄篇』 : 監督志波西果、1934年
- 『伊井大老斬奸第一声 稲田重蔵篇』 : 監督志波西果、1934年
- 『娘三人感激時代』 : 監督野村浩将、1934年
- 『足軽出世譚』 : 監督山中貞雄、1934年
- 『ニッポン』 : 監督六車修、1934年 - ドキュメンタリー映画
- 『君国のために』 : 監督赤沢大助、1934年
- 『なめられた彼奴』 : 監督斎藤寅次郎、1934年
- 『前線部隊』 : 監督渡辺邦男、1934年
- 『雨の佐太郎船』 : 監督池田富保、1934年
- 『街の暴風』 : 監督野村芳亭、1934年
- 『流星』 : 監督西原孝、1934年
- 『愛憎峠』 : 監督溝口健二、1934年
- 『お小夜恋姿』 : 監督島津保次郎、1934年
- 『愁風宴 前篇 修羅の巻』 : 監督秋山耕作、1934年
- 『愁風宴 後篇 霽月の巻』 : 監督秋山耕作、1934年
- 『帰去来峠』：監督松田定次、1934年
- 『世紀の青空』 : 監督牛原虚彦、1934年
- 『浮草物語』 : 監督小津安二郎、1934年
- 『水上心中』 : 監督勝浦仙太郎、1934年
- 『躍進日本と世界』 : 監督六車修、1934年 - ドキュメンタリー映画
- 『女一代』 : 監督渡辺邦男、1934年
- 『恋愛修学旅行』 : 監督清水宏、1934年
- 『花咲く樹 前篇 なみ子の巻』 : 監督村田実、1934年
- 『花咲く樹 後篇 エマ子の巻』 : 監督村田実、1934年
- 『勤王党』 : 監督長尾史録、1934年
- 『鞍馬天狗 第一篇 絨り首暗躍篇』 : 監督曽根千晴、1934年

- 『鞍馬天狗 第三篇 影義隊乱刃篇』 : 監督曽根千晴、1935年
- 『鞍馬天狗 第二篇 丁字屋敷活殺篇』 : 監督曽根千晴、1935年
- 『与太者と小町娘』 : 監督野村浩将、1935年
- 『春姿娘道中』 : 監督東坊城恭長、1935年
- 『彦左と九馬』 : 監督長尾史録、1935年
- 『水戸黄門 密書の巻』 : 監督荒井良平、1935年
- 『お江戸春化粧』 : 監督石田民三、1935年
- 『箱入娘』 : 監督小津安二郎、1935年
- 『民衆の太陽』 : 監督上野真嗣、1935年
- 『銭形平次捕物控 濡れた千両箱』 : 監督押本七之輔、1935年
- 『煙は靡く』 : 監督犬塚稔、1935年
- 『仁義は耀く』 : 監督二川文太郎、1935年
- 『東海の顔役』 : 監督柳武史、1935年
- 『大岡越前守切腹』 : 監督大下宗一、1935年
- 『東京の英雄』 : 監督清水宏、1935年
- 『左うちわ』 : 監督五所平之助、1935年
- 『子宝騒動』 : 監督斎藤寅次郎、1935年
- 『明治十三年』 : 監督石田民三、1935年
- 『躍進東京港まつり』 : 監督深田修造・宗本英男、1935年
- 『女の感情』 : 監督佐々木康、1935年
- 『妹の告白』 : 監督深田修造、1935年
- 『白銀の王座』前篇・後篇 : 監督内田吐夢、1935年
- 『ヒュッテの一夜』 : 監督落合吉人、1935年
- 『釣鐘草』 : 監督川手二郎、1935年
- 『水戸黄門 血刃の巻』 : 監督荒井良平、1935年
- 『晴れる木曾路』 : 監督滝沢英輔、1935年
- 『女の友情』 : 監督村田実、1935年
- 『恋愛人名簿』 : 監督大谷俊夫、1935年
- 『姓は丹下名は茶善』 : 監督藤田潤一、1935年
- 『馬帰る』 : 監督斎藤寅次郎、1935年
- 『稽古扇』 : 監督勝浦仙太郎、1935年
- 『勤王飛脚』 : 監督二川文太郎、1935年
- 『自活する女』 : 監督青山三郎、1935年
- 『最後の江戸っ子』 : 監督益田晴夫、1935年
- 『三人の女性』 : 監督豊田四郎、1935年
- 『恥を知る者』 : 監督中川信夫、1935年
- 『夢の子守唄』 : 監督田中重雄、1935年
- 『愛憎一代』 : 監督松田定次、1935年
- 『お伝地獄』 : 監督石田民三、1935年
- 『舞姫の暦』 : 監督佐々木康、1935年
- 『恋の浮島』 : 監督川手二郎、1935年
- 『月光の下に』 : 監督山内英三、1935年
- 『江戸の坩堝』 : 監督広瀬五郎、1935年
- 『竜涎香』 : 監督曽根千晴、1935年
- 『渡世三世相』 : 監督益田晴夫、1935年
- 『十六夜日記』 : 監督山内英三、1935年
- 『浪人太平記』 : 監督古野英治、1935年
- 『無情の夢』 : 監督田中栄三、1935年
- 『木曾情話』 : 監督松崎博臣、1935年
- 『脱線三銃士』 : 監督寿々喜多呂九平、1935年
- 『猪太郎時雨』 : 監督星哲六、1935年
- 『この子捨てざれば』 : 監督斎藤寅次郎、1935年
- 『男の唄やくざの掟』 : 監督大曾根辰夫、1935年
- 『都会の船唄』 : 監督青山三郎、1935年
- 『果樹園の女』 : 監督島津保次郎、1935年
- 『さむらひ鴉』 : 監督池田富保、1935年
- 『ためらふ勿れ若人よ』 : 監督田口哲、1935年
- 『太閤記 藤吉郎走卒の巻』 : 監督滝沢英輔、1935年
- 『嫁取り裸道中』 : 監督益田晴夫、1935年
- 『血刃の舞』 : 監督大下宗一、1935年
- 『真白き富士の根』 : 監督佐々木康、1935年
- 『御用唄鼠小僧』 : 監督中川信夫、1935年
- 『深夜の太陽』 : 監督倉田文人、1935年
- 『怪談津之国屋』 : 監督広瀬五郎、1935年
- 『新版やくざ草紙 逃げ水の弥三』 : 監督久見田喬二、1935年
- 『女人祭』 : 監督田中重雄、1935年
- 『武蔵野くづれ』 : 監督押本七之輔、1935年
- 『魂を投げろ』 : 監督田口哲、1935年
- 『あこがれ』 : 監督五所平之助、1935年
- 『女流探訪記者』 : 監督久松静児、1935年
- 『永久の愛』前篇・後篇 : 監督池田義信、1935年
- 『伊達誠忠録』 : 監督仁科熊彦、1935年
- 『突破無電』 : 監督村田実、1935年
- 『御存知文七元結 江戸ッ子長兵衛』 : 監督山内英三、1935年
- 『鞍馬天狗 江戸日記 前篇』 : 監督山本松男、1935年
- 『爆弾花嫁』 : 監督佐々木啓祐、1935年
- 『梧桐の唄』 : 監督石田民三、1935年
- 『関口弥太郎』 : 監督尾形十三男、1935年
- 『子守唄武州颪』 : 監督宮田味津三、1935年
- 『お姫様道中記』 : 監督山内英三、1935年
- 『地獄囃子』前篇・後篇 : 監督古野英治、1935年
- 『大学の親方』 : 監督深田修造、1935年
- 『喘ぐ白鳥』 : 監督田中重雄、1935年
- 『暁の麗人 前篇 千賀子の巻』 : 監督曽根千晴、1935年
- 『傷だらけのお秋』 : 監督勝浦仙太郎、1935年
- 『東京の宿』 : 監督小津安二郎、1935年
- 『妖炎菩薩』 : 監督石田民三、1935年
- 『元禄村雨笠』 : 監督押本七之輔、1935年
- 『雛妓と坊ちゃん』 : 監督春原政久、1935年
- 『疾風森の石松』 : 監督笠井輝二、1935年
- 『箱根八里』 : 監督中川信夫、1935年
- 『彼女は嫌いとひいました』 : 監督島津保次郎、1935年
- 『恋女房』 : 監督千葉泰樹、1935年
- 『封印半次郎』 : 監督久見田喬二、1935年
- 『文武太平記』 : 監督吉田信三、1935年
- 『風流奴髭』 : 監督松田定次、1935年
- 『たのしき別れ路』 : 監督千葉泰樹、1935年
- 『右門捕物帖 晴々五十三次 乱麻篇』 : 監督山本松男、1935年
- 『無鉄砲選手』 : 監督根岸東一郎、1935年

- 『モダン・タイムス』 : 監督チャーリー・チャップリン、1936年

- 『木曾の紅笠』 : 監督大曾根辰夫、1936年
- 『海内無双』 : 監督滝沢英輔、1936年
- 『右門捕物帖 晴々五十三次 裁決篇』 : 監督山本松男、1936年
- 『わたしのラバさん』 : 監督斎藤寅次郎、1936年
- 『春色五人女』 : 監督石田民三、1936年
- 『悲恋華』 : 監督佐々木康、1936年
- 『太閤記 藤吉郎出世飛躍の巻』 : 監督渡辺新太郎、1936年
- 『浪人天国』 : 監督久保為義、1936年
- 『若衆白柄組』 : 監督山内英三、1936年
- 『闇討仁義 (雪宵鴉)』 : 監督三田一、1936年
- 『蛇の目定九郎』 : 監督古野英治、1936年
- 『復活への道』 : 監督根岸東一郎、1936年
- 『あの道この道』 : 監督佐々木康、1936年
- 『文政妖婦伝 姐妃殺し』 : 監督石田民三、1936年
- 『織部数馬』 : 監督志波西果、1936年
- 『忠次の外伝 すばしりの伝次』 : 監督笠井輝二、1936年
- 『安兵衛十八番斬り』 : 監督益田晴夫、1936年
- 『野崎小唄』 : 監督木村恵吾、1936年
- 『切られお富』 : 監督広瀬五郎、1936年
- 『大学よいとこ』 : 監督小津安二郎、1936年
- 『快傑黒頭巾』前篇・後篇 : 監督渡辺新太郎、1936年
- 『雌雄』 : 監督勝浦仙太郎、1936年
- 『江戸城炎史』 : 監督原顕義、1936年
- 『千両小路』 : 監督笠井輝二、1936年
- 『名刀安綱の行方』解決篇 : 監督久見田喬二、1936年
- 『三ン下剣法』 : 監督マキノ正博・根岸東一郎・久保為義、1936年
- 『天下無双怪傑児雷也』前篇・後篇 : 監督石山稔、1936年
- 『逢はずの四郎蔵』 : 監督押本七之輔、1936年
- 『桃色武勇伝』 : 監督山内英三、1936年
- 『旅と春風』 : 監督田丸重雄、1936年
- 『涯てしなき航路』 : 監督田丸重雄、1936年
- 『平仮名恋愛帖』 : 監督根岸東一郎・マキノ正博、1936年
- 『夜嵐お絹』 : 監督渡辺新太郎、1936年
- 『街の姫君』 : 監督曽根千晴、1936年
- 『銀之丞異変』前篇・後篇 : 監督久見田喬二、1936年
- 『聖処女』 : 監督勝浦仙太郎、1936年
- 『新月深川祭』 : 監督山内英三、1936年
- 『秘境熱河』 : 監督不明、1936年 - ドキュメンタリー映画
- 『破れ合羽』 : 監督吉田保次、1936年
- 『寂光愛』 : 監督青山三郎、1936年
- 『元和三勇士』 : 監督下村健二、1936年
- 『右門捕物帖 娘傀儡師』 : 監督仁科熊彦、1936年
- 『悲恋嵐の道』 : 監督押本七之輔、1936年
- 『虚無僧系図』前篇・後篇 : 監督渡辺新太郎、1936年
- 『忍術誉れ仇討』 : 監督園池成男、1936年
- 『奇傑黒鷲』前篇・後篇 : 監督下村健二、1936年
- 『又太郎大明神』 : 監督吉田保次、1936年
- 『奇傑黒鷲』前篇・後篇 : 監督下村健二、1936年
- 『海道百里』 : 監督石田民三・滝沢英輔・堀田正彦、1936年
- 『侠骨番随院』 : 監督園池成男、1936年
- 『黎明の血陣』 : 監督土肥正幹、1936年
- 『振袖顔役』 : 監督堀田正彦、1936年
- 『西遊記 孫悟空』 : 監督石山稔、1936年
- 『どくろ大明』第一篇・第三篇 : 監督下村健二、1936年
- 『どくろ大明』第二篇 : 監督高見貞衛、1936年
- 『旅鴉時雨街道』 : 監督勝見雅之、1936年
- 『爆走白馬隊』前篇・後篇 : 監督下村健二、1936年

- 『児雷也 後篇 変幻之巻』 : 監督山内英三、1937年
- 『神州斬魔剣』 : 監督姓丸浩、1937年
- 『忍術薩摩城』 : 監督金田繁、1937年
- 『美人の犯罪』 : 監督久松静児、1937年
- 『不滅乃木』 : 監修松井真二、1937年
- 『安兵衛生立 孝子迷の印籠』 : 監督中島宝三、1937年
- 『琵琶歌』 : 監督吉村操、1937年
- 『燃え立つ戦線』 : 監督吉村操、1937年
- 『肉弾兄弟』 : 監督和田敏三、1937年
- 『人語鳥大秘記』前篇・後篇 : 監督石山稔、1937年
- 『伊奈節やくざ』 : 監督大伴竜三、1937年
- 『忍術忠臣蔵』 : 監督熊谷草弥、1937年
- 『飛竜斑天狗』 : 監督中島宝三、1937年
- 『狂乱時雨笠』 : 監督金田繁、1937年
- 『無敵山中鹿之助』 : 監督熊谷草弥、1937年

- 『感激の青春』 : 監督和田敏三、1938年
- 『源之丞変化』 : 監督石山稔、1938年
- 『神崎東下り』 : 監督石山稔、1938年
- 『シネオペレッタ唄ふご夫婦』 : 監督吉村操、1938年
- 『大前田英五郎』 : 監督大伴竜三、1938年10月

- 『アーティスト』 : 監督ミシェル・アザナヴィシウス、2011年
- 『ブランカニエベス』 : 監督パブロ・ベルヘル、2012年

## 関連事項
- サイレント映画
- トーキー

## 註
1. ↑  サウンド版、デジタル大辞泉、小学館、コトバンク、2009年11月24日閲覧。